# Byadgi
Byadgi es una ciudad de la India en el distrito de Haveri, estado de Karnataka.

## Geografía
Se encuentra a una altitud de 618 m s. n. m. a 322 km de la capital estatal, Bangalore, en la zona horaria UTC +5:30.

## Demografía
Según estimación 2011 contaba con una población de 30 368 habitantes.